# Cheironitis osiridis
Cheironitis osiridis là một loài bọ cánh cứng trong họ Bọ hung (Scarabaeidae).